# Sindacato fascista dei giornalisti
Il Sindacato fascista dei giornalisti è stata una forma di sindacato per la categoria dei giornalisti in Italia. 

## Storia
A partire dal 1923 il governo Mussolini sferrò un virulento attacco alla libertà di stampa, parte del progetto volto all'instaurazione di un regime totalitario. Tra il 1925 e il 1926 tutti i giornali furono fascistizzati, estromettendo i legittimi proprietari oppure inserendo nelle redazioni solo giornalisti graditi al regime.
Nel 1924 vi era in Italia un sindacato unitario dei giornalisti, la Federazione Nazionale Stampa Italiana (FNSI). In quell'anno il regime creò il Sindacato fascista dei giornalisti. L'anno seguente fu deciso l'esautoramento del direttivo della FNSI: il sindacato autonomo venne sciolto e sostituito dal Sindacato fascista. Tali atti segnarono il definitivo affossamento della politica liberale e il passaggio ad un sistema giuridico corporativo, nel quale l'autoregolamentazione dell'esercizio della professione venne conferito al sindacato fascista rappresentativo della categoria. 
L'associazione era articolata in: una Segreteria nazionale, un Direttorio nazionale e  undici Sindacati regionali. Nel 1927 entrò a far parte della confederazione nazionale dei sindacati fascisti, divenendo sindacato unico di diritto pubblico.

### L'Albo
Il 31 dicembre 1925 venne approvata la nuova legge di disciplina della professione giornalistica (legge 2307/1925). Si istituì l'Albo professionale e si stabilì che potesse esercitare la professione solo chi era iscritto all'Albo. L'Albo sarebbe stato gestito da ciascuna sede regionale del Sindacato fascista dei giornalisti, per la zona di propria competenza. Vi erano undici sedi in Italia dell'associazione.
L'Albo divenne operativo nel 1928 con l'approvazione del decreto attuativo (R.D. 26 febbraio 1928, n. 384). Si componeva di tre elenchi: uno dei professionisti (coloro che da almeno 18 mesi esercitavano esclusivamente la professione giornalistica), il secondo di praticanti, il terzo di pubblicisti. L'età minima per ottenere l'iscrizione era 21 anni. Un comitato di cinque membri nominato dal Ministero di Grazia e Giustizia, di concerto con il Ministero dell'Interno e delle Corporazioni, giudicava i colleghi accusati di aver disonorato la professione. Le sanzioni disciplinari che il comitato poteva comminare erano:
- l'avvertimento;
- la sospensione per un numero di mesi fino a sei;
- la radiazione dall'Albo.

Dal 30 settembre 1928 divenne obbligatorio, per chi voleva iscriversi all'Albo, dimostrare di avere conseguito almeno la licenza media superiore.
Il Sindacato mantenne la gestione dell'Albo fino al 1943.

## Segretari
Lido Caiani, Gaetano Polverelli, Ermanno Amicucci furono i primi segretari del sindacato. Dal 1933 al 1943 l'associazione fu guidata da Umberto Guglielmotti.